# 莉莎：苦痛之旅
《莉莎：苦痛之旅》是一款由Dingaling Productions（現改名為LoveBrad Games）製作的末日後角色扮演遊戲。 遊戲的故事、設計和音樂等全部由奧斯汀·喬根森（Austin Jorgensen）一手包辦，遊戲在2014年12月15日於Microsoft Windows、OS X和Linux平台推出。
遊戲中玩家操控一名為布萊德·阿姆斯壯的角色。布萊德是一位有毒癮的中年男子，試圖在危險的歐拉德（Olathe）大陸上尋找自己的養女巴蒂（Buddy）。遊戲中經常需要做出會影響布萊德和他的隊友的選擇。
遊戲推出後獲得廣泛好評，尤其是讚賞其出色的故事和音樂。但也有許多評論批評其難度與緩慢的故事。遊戲感觸良深的故事與黑色幽默尤其受佳評。

## 遊戲玩法
《莉莎》的玩法结合了回合制戰鬥與橫向卷軸冒險。遊戲中玩家的角色布萊德每隔一段時間便會受戒毒影響，降低攻擊力與其它能力質。玩家可以選擇是否讓布萊德服用毒品並回復能力質，毒品的服用與否將會影響遊戲結局。遊戲的世界中有許多形形色色的角色，也有大量可讓玩家招募的隊友。
戰鬥中布萊德可以輸入不同的按鍵來使用技能或擊打敵人，隊伍中的其他隊友也有許多不同的技能可以使用，例如攻擊、防守或施加狀態的技能。

## 劇情
游戏的剧情被认为与1992年出版的小说《人类之子》的剧情有一定联系。
在遊戲開始的幾年前，一場名為「白閃」的事件襲擊了歐拉德大陸，並完全摧毀了大陸上的人類社會。現在的歐拉德大陸上的女性已經絕種，進入了弱肉強食的社會，被一名為蘭多（Rando）的神秘人物和他的軍隊控制著。某天，主角布萊德偶然發現了一位女嬰。布萊德決定秘密撫養著女嬰並將她取名為巴蒂。好景不常的是，蘭多的軍隊發現並綁架了巴蒂，布萊德則踏上尋找巴蒂的旅程。
遊戲中布萊德常常會回想起年輕時的回憶，包括自己和妹妹莉莎（Lisa）長期受父親馬蒂（Marty）家暴的過去。歐拉德大陸上的人民也飽受一種名為「快樂丸」（Joy）的毒品侵蝕，服用快樂丸能讓人忘卻一切並暫時失去所有感覺，但服用過多的人終有一天會成長為一種身體扭曲且暴力的變種怪物。

## 角色
- 布萊德利·阿姆斯壯（Bradley Armstrong）

玩家所操縱的主角，是一名中年並患有毒癮的男子，空手道能力高強。長年受到自己妹妹莉莎的死和父親馬蒂家暴的陰影侵擾而服用大量毒品。
為了不再讓其他人受傷害而收養了巴蒂，並在巴蒂遭綁架後踏上旅程。
- 巴蒂（Buddy）

布萊德某天在路上發現女嬰後收養並將她取名為巴蒂，布萊德為了不讓蘭多的軍隊發現而將巴蒂與世隔絕。
因為巴蒂是歐拉德上最後一位女性而遭到眾多男人的覬覦與綁架。
游戏DLC兼续作《莉莎：快乐之旅》的主角。
- 莉莎·阿姆斯壯（Lisa Armstrong）

為遊戲的前傳《莉莎:第一集》中的主角，布萊德的妹妹。受到父親長年家暴與性侵後上吊自殺，其陰影長年侵擾著布萊德。
曾為了讓父親對自己失去興趣而逼迫男友巴索割下自己的臉皮。
- 巴索（Buzzo）

遊戲中的反派之一。常常逼迫布萊德做出生死攸關的決定。
年輕時曾是莉莎的男友，常常被當時精神扭曲的莉莎逼迫去折磨他人（包括割下莉莎的臉皮），莉莎自殺後陷入瘋狂並痛恨沒有拯救妹妹的布萊德。
- 蘭多（Rando）

蘭多軍團的領導人並控制著歐拉德大陸西邊，戴著紅色骷髏面具隱藏長相。
真實身分為布萊德年輕時懦弱的養子達斯蒂（Dusty），當年巴索為了向布萊德復仇而割下了達斯蒂的臉皮，此後戴上面具隱藏毀容的臉並成了強大的軍隊領導者。

## 製作
遊戲製作人奧斯汀在2012年時曾推出了一款當時名為《莉莎》的免費遊戲，奧斯汀後來決定製作《莉莎》的續集。此遊戲後來成為了2014年的《莉莎：苦痛之旅》，奧斯汀則將2012年的遊戲重新改名為《莉莎：第一集》（Lisa: The First）。奧斯汀稱遊戲的故事和設計均受到了地球冒險系列的影響。
遊戲的經費來源來自Kickstarter，奧斯汀原始的募集目標為7000美金，遊戲最後總共募資到了超過16,000美金。奧斯汀在《莉莎：苦痛之旅》成功後製作了本遊戲的DLC－《莉莎：快樂之旅》（Lisa: The Joyful）。